# Cole Miller
Jeremiah Cole Miller, född 26 april 1984, är en amerikansk MMA-utövare som tävlar i organisationen Ultimate Fighting Championship.